# Blasius Merrem
Blasius Merrem (Brema, 4 febbraio 1761 – 23 febbraio 1824) è stato un naturalista tedesco.

## Biografia
Nacque a Brema e studiò all'università di Gottinga sotto la guida di Johann Friedrich Blumenbach. L'interesse dei suoi studi fu rivolto alla zoologia, in particolar modo all'ornitologia. Viene ricordato soprattutto per essere stato il primo ornitologo ad aver proposto di suddividere gli uccelli in Ratitae (Ratiti o uccelli corridori, con lo sterno piatto) e Carinatae (Carinati o uccelli volatori, con lo sterno carenato), nella sua opera Tentamen Systematis Naturalis Avium, pubblicata a Berlino nel 1816.
| Merrem è l'abbreviazione standard utilizzata per le piante descritte da Blasius Merrem. Consulta l'elenco delle piante assegnate a questo autore dall'IPNI. |

| Merrem è l'abbreviazione standard utilizzata per le specie animali descritte da Blasius Merrem. Categoria:Taxa classificati da Blasius Merrem |